# Vocea României (sezonul 2)
Cel de-al doilea sezon al talent show-ului românesc Vocea României a debutat pe 25 septembrie 2012 la Pro TV și a luat sfârșit pe 26 decembrie 2012. Horia Brenciu, Loredana Groza, Smiley și Marius Moga au revenit în rolul de antrenori, iar Pavel Bartoș, în cel de prezentator. Nicoleta Luciu a îndeplinit rolul de coprezentatoare. Câștigătoarea celui de-al doilea sezon a fost Julie Mayaya, din echipa Brenciu.

## Preselecții
Preselecțiile pentru cel de-al doilea sezon au avut loc în vara anului 2012, în următoarele localități:
- 04 iunie 2012 – Ramada Bucharest Parc Hotel, București[1]
- 18 iunie 2012 – Hotel Unirea, Iași
- 21 iunie 2012 – Hotel Palace, Constanța
- 26 iunie 2012 – Hotel Continental, Timișoara
- 29 iunie 2012 – Hotel Belvedere, Cluj-Napoca.[3]

Preselecțiile au avut rolul de a selecta concurenții care urmau să participe la etapa audițiilor pe nevăzute, care a fost înregistrată între 6 și 9 august 2012 în studiourile MediaPro din Buftea.

## Particularitățile sezonului
- Au existat 3 etape: audițiile pe nevăzute, confruntările și spectacolele live.
- La sfârșitul fiecărei audiții, chiar și în cazul în care concurentul nu a mers mai departe, s-au întors toate cele 4 scaune.
- Antrenorii au format echipe de câte 14 concurenți. După confruntări, aceștia au devenit 7.
- Antrenorii nu au putut fura concurenții pierzători la confruntări.
- La finalul etapei confruntărilor, a avut loc proba cântecului decisiv.
- Nu a existat etapa knockouturilor.
- Fiecare antrenor a avut dreptul de a promova 6 concurenți la etapa spectacolelor live.
- Au existat 6 spectacole live.
- În primele 2 spectacole live, au concurat jumătate din concurenții din fiecare echipă, iar eliminarea s-a făcut prin decizia antrenorului, fără o probă suplimentară. În următoarele 2, echipele au concurat două câte două, iar eliminarea s-a făcut tot prin decizia antrenorului.
- În semifinală, s-a ales câte un finalist din fiecare echipă, pe baza combinației egale a votului antrenorului și al publicului.

## Echipe
| Legendă                                    | Legendă |
| ------------------------------------------ | --- |
| - Câștigător - Locul 2 - Locul 3 - Locul 4 | - Eliminat în semifinală - Eliminat în primele spectacole live - Eliminat la cântecul decisiv (după confruntări) - Eliminat în etapa confruntărilor |

| Antrenor            | Antrenor       | Concurenți             | Concurenți         | Concurenți         | Concurenți       |
| ------------------- | -------------- | ---------------------- | ------------------ | ------------------ | ---------------- |
|                     | Horia Brenciu  | Julie Mayaya           | Laurian Manta      | Vlad Simon         | Dalma Kovács     |
| Ioana Cristea       | Horia Brenciu  | Maria Cojocaru         | Camelia Sterea     | Ovidiu Lazăr       |                  |
| Maria Alexievici    | Horia Brenciu  | Diana Moșneagu         | Marius Bălan       | Robert Nicolae     |                  |
| Mihai Grigoraș      | Horia Brenciu  | Izabela Simion         |                    |                    |                  |
|                     |                |                        |                    |                    |                  |
|                     | Marius Moga    | Imre Vízi              | Fely Donose        | Robert Reamzy      | Cezar Dometi     |
| David Bryan         | Marius Moga    | Maria-Mirabela Cismaru | Monica Odagiu      | Mihai Toma         |                  |
| Cristina Bondoc     | Marius Moga    | Oana Muntean           | Dorin Ochenatu     | Marcel Roșca       |                  |
| Claudiu Zamfira     | Marius Moga    | Monica Merișan         |                    |                    |                  |
|                     |                |                        |                    |                    |                  |
|                     | Loredana Groza | Cristi Nistor          | Ciprian Teodorescu | Ana-Maria Alexie   | Teodor Manciulea |
| Nicoleta Gavriliță  | Loredana Groza | Daria Corbu            | Ricardo Caria      | Alexandru Simion   |                  |
| Magdalena Cichirdan | Loredana Groza | Ștefan Gheorghiu       | Bernard Lazăr      | Răzvan Ștef        |                  |
| Teodora Secui       | Loredana Groza | Daddy                  |                    |                    |                  |
|                     |                |                        |                    |                    |                  |
|                     | Smiley         | Tibi Scobiola          | Silviu Pașca       | Loredana Ciobotaru | Andreea Olariu   |
| Mihail Gheorghe     | Smiley         | Laura Gherescu         | George Liliac      | Cristina Caramarcu |                  |
| Dragoș Cristiu      | Smiley         | Elena Vasile           | Camelia Marinescu  | Matei Sorescu      |                  |
| Jan Șelaru          | Smiley         | Eduard Buday           |                    |                    |                  |

## Audiții pe nevăzute

### Episodul 1 (25 septembrie)
Primul dintre cele 6 episoade înregistrate cuprinzând audiții pe nevăzute a fost difuzat pe 25 septembrie 2012. La începutul emisiunii, Horia Brenciu, Loredana Groza, Smiley și Marius Moga au interpretat melodia „Moves like Jagger” a formației Maroon 5 și a Christinei Aguilera împreună cu finaliștii lor din primul sezon, respectiv: Iuliana Pușchilă, Dragoș Chircu, Ștefan Stan și Cristian Sanda.
| Legendă | - ✔ Antrenorul și-a apăsat butonul „EU TE VREAU” - Concurentul a fost eliminat | - Concurentul a intrat automat în echipa antrenorului - Concurentul a ales acest antrenor |

| Ordine | Concurent                   | Vârstă | Origine    | Cântec                                      | Alegerile antrenorilor și ale concurenților | Alegerile antrenorilor și ale concurenților | Alegerile antrenorilor și ale concurenților | Alegerile antrenorilor și ale concurenților |
| Ordine | Concurent                   | Vârstă | Origine    | Cântec                                      | Brenciu                                     | Loredana                                    | Smiley                                      | Moga                                        |
| ------ | --------------------------- | ------ | ---------- | ------------------------------------------- | ------------------------------------------- | ------------------------------------------- | ------------------------------------------- | ------------------------------------------- |
| 1      | Izabela Simion              | 28     | Târgoviște | „Unfaithful” (Rihanna)                      | ✔                                           | —                                           | —                                           | —                                           |
| 2      | Matei Sorescu               | 34     | Timișoara  | „I Try” (Macy Gray)                         | —                                           | —                                           | ✔                                           | —                                           |
| 3      | Maria Elena Cojocaru        | 30     | Sibiu      | „Mercedes Benz” (Janis Joplin)              | ✔                                           | ✔                                           | ✔                                           | ✔                                           |
| 4      | Raluca Drăgoi               | 35     | Ploiești   | „Without You” (Mariah Carey)                | —                                           | —                                           | —                                           | —                                           |
| 5      | Maria Mirabela Cismaru      | 26     | Rovinari   | „Mercy” (Duffy)                             | ✔                                           | —                                           | —                                           | ✔                                           |
| 6      | Ștefan Gheorghiu            | 45     | București  | „What a Wonderful World” (Louis Armstrong)  | —                                           | ✔                                           | —                                           | —                                           |
| 7      | Dorin Ochenatu              | 38     | Pitești    | „Lady Luck” (Jamie Woon)                    | ✔                                           | —                                           | —                                           | ✔                                           |
| 8      | Alexandra Dumitriana Haidău | 24     | Iași       | „Sway” (Dean Martin)                        | —                                           | —                                           | —                                           | —                                           |
| 9      | George Liliac               | 41     | Onești     | „Adeline” (Timpuri Noi)                     | ✔                                           | —                                           | ✔                                           | —                                           |
| 10     | Ciprian Teodorescu          | 41     | Iași       | „Love Is All Around” (The Troggs)           | ✔                                           | ✔                                           | ✔                                           | ✔                                           |
| 11     | Robert Marius Anghel        | 43     | Hunedoara  | „I Won't Give Up” (Jason Mraz)              | —                                           | —                                           | —                                           | —                                           |
| 12     | Daria Corbu                 | 34     | Pitești    | „Son of a Preacher Man” (Dusty Springfield) | —                                           | ✔                                           | —                                           | —                                           |
| 13     | Maria Alexievici            | 29     | Alba Iulia | „Breakeven” (The Script)                    | ✔                                           | 0—                                          | ✔                                           | ✔                                           |

### Episodul 2 (2 octombrie)
Episodul al doilea a fost difuzat pe 2 octombrie 2012.
| Ordine | Concurent              | Vârstă | Origine   | Cântec                                    | Alegerile antrenorilor și ale concurenților | Alegerile antrenorilor și ale concurenților | Alegerile antrenorilor și ale concurenților | Alegerile antrenorilor și ale concurenților |
| Ordine | Concurent              | Vârstă | Origine   | Cântec                                    | Brenciu                                     | Loredana                                    | Smiley                                      | Moga                                        |
| ------ | ---------------------- | ------ | --------- | ----------------------------------------- | ------------------------------------------- | ------------------------------------------- | ------------------------------------------- | ------------------------------------------- |
| 1      | Cristina Caramarcu     | 36     | București | „Nobody's Perfect” (Jessie J)             | —                                           | —                                           | ✔                                           | —                                           |
| 2      | Constantin Garbis      | 65     | Medgidia  | „Ziua vrăjitoarelor” (Cargo)              | —                                           | —                                           | —                                           | —                                           |
| 3      | Loredana Ciobotaru     | 31     | Tulcea    | „One” (U2)                                | ✔                                           | ✔                                           | ✔                                           | ✔                                           |
| 4      | Oana Raluca Muntean    | 32     | Arad      | „A Woman's Worth” (Alicia Keys)           | —                                           | —                                           | —                                           | ✔                                           |
| 5      | Ion Jan Șelaru         | 53     | Moreni    | „Aïcha” (Khaled)                          | —                                           | —                                           | ✔                                           | —                                           |
| 6      | Cornelia Goda          | 42     | Focșani   | „O iubire imposibilă” (Elena Cârstea)     | —                                           | —                                           | —                                           | —                                           |
| 7      | Mihai Grigoraș         | 37     | Bacău     | „Gravity” (John Mayer)                    | ✔                                           | —                                           | —                                           | —                                           |
| 8      | Felicia „Fely” Donose  | 35     | Sebeș     | „Yoü and I” (Lady Gaga)                   | ✔                                           | —                                           | ✔                                           | ✔                                           |
| 9      | Bernard Lazăr          | 26     | Iași      | „Cât de frumoasă ești” (Mihai Trăistariu) | —                                           | ✔                                           | —                                           | —                                           |
| 10     | Cătălin Rață           | 30     | Galați    | „Haven't Met You Yet” (Michael Bublé)     | —                                           | —                                           | —                                           | —                                           |
| 11     | Laurian Manta          | 25     | Slănic    | „Je suis malade” (Serge Lama)             | ✔                                           | ✔                                           | ✔                                           | ✔                                           |
| 12     | Crina Bălan            | 34     | Mangalia  | „Listen to Your Heart” (Roxette)          | —                                           | —                                           | —                                           | —                                           |
| 13     | Florin Cristian Nistor | 35     | Luduș     | „She Will Be Loved” (Maroon 5)            | ✔                                           | ✔                                           | —                                           | —                                           |
| 14     | Camelia Sterea         | 35     | Constanța | „I Have Nothing” (Whitney Houston)        | ✔                                           | —                                           | —                                           | —                                           |

### Episodul 3 (9 octombrie)
Episodul al treilea a fost difuzat pe 9 octombrie 2012.
| Ordine | Concurent                | Vârstă | Origine    | Cântec                                             | Alegerile antrenorilor și ale concurenților | Alegerile antrenorilor și ale concurenților | Alegerile antrenorilor și ale concurenților | Alegerile antrenorilor și ale concurenților |
| Ordine | Concurent                | Vârstă | Origine    | Cântec                                             | Brenciu                                     | Loredana                                    | Smiley                                      | Moga                                        |
| ------ | ------------------------ | ------ | ---------- | -------------------------------------------------- | ------------------------------------------- | ------------------------------------------- | ------------------------------------------- | ------------------------------------------- |
| 1      | Ana-Maria Alexie         | 17     | Dorohoi    | „Rehab” (Amy Winehouse)                            | —                                           | ✔                                           | —                                           | —                                           |
| 2      | David Luke Michael Bryan | 27     | București  | „It Will Rain” (Bruno Mars)                        | ✔                                           | ✔                                           | ✔                                           | ✔                                           |
| 3      | Dorin Marius Mateescu    | 26     | Arad       | „One Moment in Time” (Whitney Houston)             | —                                           | —                                           | —                                           | —                                           |
| 4      | Nicoleta Gavriliță       | 19     | Chișinău   | „Yesterday” (The Beatles)                          | —                                           | ✔                                           | —                                           | —                                           |
| 5      | Alexandru Săndoiu        | 16     | București  | „Chasing Cars” (Snow Patrol)                       | —                                           | —                                           | —                                           | —                                           |
| 6      | Daddy (Gheorghe Vijai)   | 24     | Buzău      | „Ochii tăi” (Holograf)                             | —                                           | ✔                                           | —                                           | —                                           |
| 7      | Georgiana Ene            | 33     | București  | „Je veux” (Zaz)                                    | —                                           | —                                           | —                                           | —                                           |
| 8      | Cezar Dometi             | 22     | Iași       | „Make You Feel My Love” (Bob Dylan / Garth Brooks) | ✔                                           | —                                           | —                                           | ✔                                           |
| 9      | Mihai Jipa               | 52     | Ploiești   | „Can't Help Falling in Love” (Elvis Presley)       | —                                           | —                                           | —                                           | —                                           |
| 10     | Alina Știrbu             | 23     | București  | „La vie en rose” (Édith Piaf)                      | —                                           | —                                           | —                                           | —                                           |
| 11     | Cristian Robert Nicolae  | 24     | Constanța  | „You Are So Beautiful” (Joe Cocker)                | ✔                                           | —                                           | —                                           | —                                           |
| 12     | Andreea Olariu           | 16     | Constanța  | „I Surrender” (Céline Dion)                        | ✔                                           | ✔                                           | ✔                                           | ✔                                           |
| 13     | Ioana Bianca Cristea     | 18     | Târgoviște | „You Lost Me” (Christina Aguilera)                 | ✔                                           | —                                           | —                                           | —                                           |
| 14     | Laura Gherescu           | 25     | București  | „Upside Down” (Paloma Faith)                       | —                                           | —                                           | ✔                                           | ✔                                           |

### Episodul 4 (19 octombrie)
Episodul al patrulea a fost difuzat pe 19 octombrie 2012.
| Ordine | Concurent                 | Vârstă | Origine       | Cântec                                                        | Alegerile antrenorilor și ale concurenților | Alegerile antrenorilor și ale concurenților | Alegerile antrenorilor și ale concurenților | Alegerile antrenorilor și ale concurenților |
| Ordine | Concurent                 | Vârstă | Origine       | Cântec                                                        | Brenciu                                     | Loredana                                    | Smiley                                      | Moga                                        |
| ------ | ------------------------- | ------ | ------------- | ------------------------------------------------------------- | ------------------------------------------- | ------------------------------------------- | ------------------------------------------- | ------------------------------------------- |
| 1      | Ricardo Caria             | 33     | Arad          | „Bailamos” (Enrique Iglesias)                                 | —                                           | ✔                                           | ✔                                           | —                                           |
| 2      | Diana Magdalena Cichirdan | 27     | București     | „Over the Rainbow” (Judy Garland)                             | —                                           | ✔                                           | —                                           | —                                           |
| 3      | Alina Giurgiu             | 35     | Timișoara     | „Am nevoie de tine” (Direcția 5)                              | —                                           | —                                           | —                                           | —                                           |
| 4      | Julie Mayaya              | 26     | Iași          | „Hurt” (Christina Aguilera)                                   | ✔                                           | ✔                                           | ✔                                           | ✔                                           |
| 5      | Oana Hristov              | 34     | Brașov        | „Don't Know Why” (Norah Jones)                                | —                                           | —                                           | —                                           | —                                           |
| 6      | Teodora Secui             | 21     | Constanța     | „A Woman's Worth” (Alicia Keys)                               | —                                           | ✔                                           | —                                           | —                                           |
| 7      | Monica Odagiu             | 16     | București     | „Piece of My Heart” (Big Brother and the Holding Company)     | —                                           | —                                           | ✔                                           | ✔                                           |
| 8      | Călin Lupu                | 32     | Timișoara     | „Supergirl” (Reamonn)                                         | —                                           | —                                           | —                                           | —                                           |
| 9      | Robert Reamzy             | 18     | București     | „I Just Can't Stop Loving You” (Michael Jackson)              | ✔                                           | ✔                                           | ✔                                           | ✔                                           |
| 10     | Cornel Macovei            | 50     | Râmnicu Sărat | „Copacul” (Aurelian Andreescu)                                | —                                           | —                                           | —                                           | —                                           |
| 11     | Eduard Buday              | 33     | Petroșani     | „Have You Ever Seen the Rain?” (Creedence Clearwater Revival) | —                                           | —                                           | ✔                                           | —                                           |
| 12     | Ovidiu Lazăr              | 18     | Oradea        | „Cât de frumoasă ești” (Mihai Trăistariu)                     | ✔                                           | —                                           | —                                           | —                                           |
| 13     | Silviu Pașca              | 27     | Timișoara     | „The Seed (2.0)” (The Roots și Cody ChesnuTT)                 | —                                           | ✔                                           | ✔                                           | —                                           |

### Episodul 5 (23 octombrie)
Episodul al cincilea a fost difuzat pe 23 octombrie 2012.
| Ordine | Concurent                     | Vârstă | Origine    | Cântec                                                    | Alegerile antrenorilor și ale concurenților | Alegerile antrenorilor și ale concurenților | Alegerile antrenorilor și ale concurenților | Alegerile antrenorilor și ale concurenților |
| Ordine | Concurent                     | Vârstă | Origine    | Cântec                                                    | Brenciu                                     | Loredana                                    | Smiley                                      | Moga                                        |
| ------ | ----------------------------- | ------ | ---------- | --------------------------------------------------------- | ------------------------------------------- | ------------------------------------------- | ------------------------------------------- | ------------------------------------------- |
| 1      | Răzvan Ștef                   | 26     | Arad       | „Angels” (Robbie Williams)                                | —                                           | ✔                                           | —                                           | —                                           |
| 2      | Cristina Bondoc               | 25     | Tulcea     | „Because of You” (Kelly Clarkson)                         | ✔                                           | ✔                                           | —                                           | ✔                                           |
| 3      | Radu Ghencea                  | 35     | București  | „Merit eu” (Aurelian Andreescu)                           | —                                           | —                                           | —                                           | —                                           |
| 4      | Diana Ioana Moșneagu          | 15     | Vaslui     | „Dragostea rămâne” (Andra)                                | ✔                                           | —                                           | —                                           | —                                           |
| 5      | Camelia Marinescu             | 32     | București  | „When I Fall in Love” (Doris Day)                         | ✔                                           | —                                           | ✔                                           | —                                           |
| 6      | Claudiu Zamfira               | 20     | Târgoviște | „Ochii tăi” (Holograf)                                    | —                                           | —                                           | —                                           | ✔                                           |
| 7      | Cristina Popoacă              | 33     | București  | „Speechless” (Lady Gaga)                                  | —                                           | —                                           | —                                           | —                                           |
| 8      | Teodor Manciulea              | 16     | Buzău      | „How Am I Supposed to Live Without You” (Laura Branigan)  | ✔                                           | ✔                                           | —                                           | ✔                                           |
| 9      | Nicolae Buda                  | 45     | Periam     | „Light My Fire” (The Doors)                               | —                                           | —                                           | —                                           | —                                           |
| 10     | Mihai Toma                    | 27     | București  | „Great Balls of Fire” (Jerry Lee Lewis)                   | —                                           | ✔                                           | —                                           | ✔                                           |
| 11     | Ella Dani (Daniela Ghencioiu) | 32     | Craiova    | „Piece of My Heart” (Big Brother and the Holding Company) | —                                           | —                                           | —                                           | —                                           |
| 12     | Tibi Scobiola                 | 39     | București  | „Ordinary People” (John Legend)                           | ✔                                           | ✔                                           | ✔                                           | ✔                                           |
| 13     | Vlad Alecu                    | 23     | București  | „Balada (Tchê Tcherere Tchê Tchê)” (Gusttavo Lima)        | —                                           | —                                           | —                                           | —                                           |
| 14     | Marius Bălan                  | 25     | Pitești    | „Jesus to a Child” (George Michael)                       | ✔                                           | —                                           | —                                           | —                                           |

### Episodul 6 (30 octombrie)
Episodul al șaselea a fost difuzat pe 30 octombrie 2012.
| Ordine | Concurent               | Vârstă | Origine      | Cântec                                       | Alegerile antrenorilor și ale concurenților | Alegerile antrenorilor și ale concurenților | Alegerile antrenorilor și ale concurenților | Alegerile antrenorilor și ale concurenților |
| Ordine | Concurent               | Vârstă | Origine      | Cântec                                       | Brenciu                                     | Loredana                                    | Smiley                                      | Moga                                        |
| ------ | ----------------------- | ------ | ------------ | -------------------------------------------- | ------------------------------------------- | ------------------------------------------- | ------------------------------------------- | ------------------------------------------- |
| 1      | Dalma Kovács            | 27     | Brașov       | „A Night like This” (Caro Emerald)           | ✔                                           | ✔                                           | ✔                                           | ✔                                           |
| 2      | Mihail Gheorghe         | 26     | Constanța    | „You Give Me Something” (James Morrison)     | ✔                                           | —                                           | ✔                                           | —                                           |
| 3      | Lucian Curelariu        | 28     | Suceava      | „Iris” (Goo Goo Dolls)                       | —                                           | —                                           | —                                           | —                                           |
| 4      | Monica Merișan          | 23     | Cernavodă    | „Iartă” (Mihaela Runceanu)                   | —                                           | —                                           | —                                           | ✔                                           |
| 5      | Selatin Kiazim          | 16     | Constanța    | „Not the Same Dreams Anymore” (Oscar Benton) | —                                           | —                                           | —                                           | —                                           |
| 6      | Elena Vasile            | 37     | București    | „If I Were a Boy” (Beyoncé)                  | —                                           | —                                           | ✔                                           | —                                           |
| 7      | Imre Vízi               | 26     | Târgu Mureș  | „Roxanne” (The Police)                       | ✔                                           | ✔                                           | ✔                                           | ✔                                           |
| 8      | Pavel Bartoș            | 37     | București    | „Frumoasa mea” (Marcel Pavel)                | ✔                                           | ✔                                           | ✔                                           | ✔                                           |
| 9      | Roxana Elena Apreutesei | 31     | Piatra Neamț | „What a Wonderful World” (Louis Armstrong)   | —                                           | —                                           | —                                           | —                                           |
| 10     | Dragoș Cristiu          | 24     | Constanța    | „Yesterday” (The Beatles)                    | —                                           | —                                           | ✔                                           | ✔                                           |
| 11     | Alexandru Albert Preda  | 23     | Pucioasa     | „Tears in Heaven” (Eric Clapton)             | —                                           | —                                           | —                                           | —                                           |
| 12     | Alexandru Simion        | 21     | Constanța    | „Say You, Say Me” (Lionel Richie)            | —                                           | ✔                                           | —                                           | —                                           |
| 13     | Vlad Simon              | 26     | Sibiu        | „Faith” (George Michael)                     | ✔                                           | —                                           | —                                           | ✔                                           |
| 14     | Marcel Roșca            | 22     | Chișinău     | „Without You” (David Guetta și Usher)        | —                                           | —                                           | —                                           | ✔                                           |

## Confruntări, cântecul decisiv
După audițiile pe nevăzute, fiecare antrenor a avut câte 14 concurenți pentru etapa confruntărilor, care a fost filmată pe 15, 16 și 17 octombrie 2012 la Studiourile MediaPro din Buftea și difuzată pe 6, 13 și 20 noiembrie 2012. Antrenorii și-au redus numărul de concurenți la jumătate, cu ajutorul unor consilieri. Horia Brenciu a ales să facă echipă cu Monica Anghel, Loredana Groza a decis să îl aibă alături pe Cristi Minculescu, Smiley l-a ales pe Șerban Cazan, iar lui Marius Moga i s-a alăturat Randi. La finalul etapei confruntărilor, a avut loc runda „Cântecului decisiv”, prin care antrenorii și-au mai eliminat un concurent din echipă.

### Confruntări (6, 13, 20 noiembrie)
| Legendă | Concurent învingător | Concurent eliminat |

| Ordine                    | Antrenor                 | Învingător               | Cântec                                                             | Învins                   |
| Episodul 7 (6 noiembrie)  | Episodul 7 (6 noiembrie) | Episodul 7 (6 noiembrie) | Episodul 7 (6 noiembrie)                                           | Episodul 7 (6 noiembrie) |
| ------------------------- | ------------------------ | ------------------------ | ------------------------------------------------------------------ | ------------------------ |
| 1                         | Loredana Groza           | Teodor Manciulea         | „Baby” (Justin Bieber)                                             | Bernard Lazăr            |
| 2                         | Smiley                   | Laura Gherescu           | „7 Seconds” (Youssou N'Dour și Neneh Cherry)                       | Jan Șelaru               |
| 3                         | Marius Moga              | Cezar Dometi             | „Starlight” (Muse)                                                 | Dorin Ochenatu           |
| 4                         | Horia Brenciu            | Vlad Simon               | „Wake Me Up Before You Go-Go” (Wham!)                              | Diana Moșneagu           |
| 5                         | Loredana Groza           | Ciprian Teodorescu       | „Have I Told You Lately” (Van Morrison)                            | Magdalena Cichirdan      |
| 6                         | Smiley                   | Andreea Olariu           | „When You Believe” (Whitney Houston și Mariah Carey)               | Camelia Marinescu        |
| 7                         | Marius Moga              | Imre Vízi                | „I Wan'na Be Like You (The Monkey Song)” (Louis Prima)             | Mihai Toma               |
| 8                         | Horia Brenciu            | Camelia Sterea           | „My Number One” (Elena Paparizou)                                  | Izabela Simion           |
| 9                         | Loredana Groza           | Cristi Nistor            | „Drops of Jupiter (Tell Me)” (Train)                               | Alexandru Simion         |
| Episodul 8 (13 noiembrie) |                          |                          |                                                                    |                          |
| 1                         | Horia Brenciu            | Laurian Manta            | „Pleacă” (Tina Geru / Vunk și Antonia)                             | Maria Alexievici         |
| 2                         | Smiley                   | George Liliac            | „Dancing in the Street” (Martha and the Vandellas)                 | Eduard Buday             |
| 3                         | Marius Moga              | David Bryan              | „To the Moon and Back” (Savage Garden)                             | Marcel Roșca             |
| 4                         | Loredana Groza           | Ana-Maria Alexie         | „I Got You Babe” (Sonny & Cher)                                    | Ștefan Gheorghiu         |
| 5                         | Horia Brenciu            | Dalma Kovács             | „Somebody That I Used to Know” (Gotye și Kimbra)                   | Marius Bălan             |
| 6                         | Loredana Groza           | Ricardo Caria            | „María” (Ricky Martin)                                             | Daddy                    |
| 7                         | Smiley                   | Loredana Ciobotaru       | „Cryin'” (Aerosmith)                                               | Elena Vasile             |
| 8                         | Marius Moga              | Maria-Mirabela Cismaru   | „You're the One That I Want” (John Travolta și Olivia Newton-John) | Claudiu Zamfira          |
| 9                         | Horia Brenciu            | Ioana Cristea            | „Beauty and the Beast” (Céline Dion și Peabo Bryson)               | Robert Nicolae           |
| 10                        | Smiley                   | Silviu Pașca             | „Beggin'” (The Four Seasons)                                       | Dragoș Cristiu           |
| Episodul 9 (20 noiembrie) |                          |                          |                                                                    |                          |
| 1                         | Marius Moga              | Fely Donose              | „If I Ain't Got You” (Alicia Keys)                                 | Cristina Bondoc          |
| 2                         | Horia Brenciu            | Julie Mayaya             | „Black or White” (Michael Jackson)                                 | Ovidiu Lazăr             |
| 3                         | Smiley                   | Mihail Gheorghe          | „Would I Lie to You” (Charles & Eddie)                             | Matei Sorescu            |
| 4                         | Loredana Groza           | Daria Corbu              | „Call Me Maybe” (Carly Rae Jepsen)                                 | Teodora Secui            |
| 5                         | Marius Moga              | Robert Reamzy            | „Diamonds and Pearls” (Prince)                                     | Oana Muntean             |
| 6                         | Horia Brenciu            | Maria Cojocaru           | „You Shook Me All Night Long” (AC/DC)                              | Mihai Grigoraș           |
| 7                         | Smiley                   | Tibi Scobiola            | „Lucky” (Jason Mraz și Colbie Caillat)                             | Cristina Caramarcu       |
| 8                         | Loredana Groza           | Nicoleta Gavriliță       | „Don't Go Breaking My Heart” (Elton John și Kiki Dee)              | Răzvan Ștef              |
| 9                         | Marius Moga              | Monica Odagiu            | „Can't Take My Eyes Off You” (Frankie Valli)                       | Monica Merișan           |
| Ordine                    | Antrenor                 | Învingător               | Cântec                                                             | Învins                   |

### Cântecul decisiv (20 noiembrie)
| Ordine | Antrenor       | Cântec                                                    | Concurenți     | Concurenți             | Cântec                        |
| ------ | -------------- | --------------------------------------------------------- | -------------- | ---------------------- | ----------------------------- |
| 1      | Horia Brenciu  | „I Have Nothing” (Whitney Houston)                        | Camelia Sterea | Laurian Manta          | „Je suis malade” (Serge Lama) |
| 2      | Smiley         | „Adeline” (Timpuri Noi)                                   | George Liliac  | Laura Gherescu         | „Upside Down” (Paloma Faith)  |
| 3      | Marius Moga    | „Piece of My Heart” (Big Brother and the Holding Company) | Monica Odagiu  | Maria-Mirabela Cismaru | „Mercy” (Duffy)               |
| 4      | Loredana Groza | „Bailamos” (Enrique Iglesias)                             | Ricardo Caria  | Nicoleta Gavriliță     | „Yesterday” (The Beatles)     |

## Spectacole live

### Săptămâna 1.1: primii 24, partea I (27 noiembrie)
Primul spectacol live a avut loc pe 27 noiembrie 2012. În cadrul acestuia, au concurat câte 3 concurenți din fiecare echipă. Regula ediției a fost următoarea: din fiecare echipă, concurentul care a primit cele mai multe voturi din partea publicului (prin SMS și/sau telefon) și un alt concurent ales de antrenor din aceeași echipă au trecut în etapa următoare.
| Legendă | Concurent salvat de public | Concurent salvat de antrenor | Concurent eliminat |

| Ordine | Antrenor       | Concurent              | Cântec                                            | Rezultat            |
| ------ | -------------- | ---------------------- | ------------------------------------------------- | ------------------- |
| 1      | Smiley         | Loredana Ciobotaru     | „The Way You Make Me Feel” (Michael Jackson)      | Salvată de antrenor |
| 2      | Smiley         | Laura Gherescu         | „Empire State of Mind” (Alicia Keys)              | Eliminată           |
| 3      | Smiley         | Silviu Pașca           | „Lose Yourself” (Eminem) / „Dream On” (Aerosmith) | Salvat de public    |
| 4      | Loredana Groza | Ciprian Teodorescu     | „She's a Lady” (Tom Jones)                        | Salvat de public    |
| 5      | Loredana Groza | Ana-Maria Alexie       | „Man Down” (Rihanna)                              | Salvată de antrenor |
| 6      | Loredana Groza | Daria Corbu            | „Titanium” (David Guetta și Sia)                  | Eliminată           |
| 7      | Horia Brenciu  | Maria Cojocaru         | „Euphoria” (Loreen)                               | Eliminată           |
| 8      | Horia Brenciu  | Vlad Simon             | „Come Together” (Joe Cocker)                      | Salvat de public    |
| 9      | Horia Brenciu  | Dalma Kovács           | „Hot n Cold” (Katy Perry)                         | Salvată de antrenor |
| 10     | Marius Moga    | Maria-Mirabela Cismaru | „What's Up?” (4 Non Blondes)                      | Eliminată           |
| 11     | Marius Moga    | Imre Vízi              | „How Come, How Long” (Babyface și Stevie Wonder)  | Salvat de public    |
| 12     | Marius Moga    | Fely Donose            | „Set Fire to the Rain” (Adele)                    | Salvată de antrenor |

| Ordine | Artist                                               | Cântec                              |
| ------ | ---------------------------------------------------- | ----------------------------------- |
| 1      | Horia Brenciu                                        | „Fac ce-mi spune inima”             |
| 2      | Marius Moga                                          | „Tot mai sus” (Guess Who și deMoga) |
| 3      | Smiley                                               | „Dead Man Walking”                  |
| 4      | Loredana Groza                                       | „Apa” (Loredana Groza și Cabron)    |
| 5      | Horia Brenciu, Loredana Groza, Smiley și Marius Moga | „Thank You for the Music” (ABBA)    |
| 6      | Eagle-Eye Cherry                                     | „Save Tonight”                      |
| 7      | Eagle-Eye Cherry                                     | „Can't Get Enough”                  |

### Săptămâna 1.2: primii 24, partea a II-a (1 decembrie)
Cel de-al doilea spectacol live a avut loc pe 1 decembrie 2012. Tema acestuia a fost muzica românească, însă nu toți concurenții au respectat-o. Regulile concursului au fost tot cele din episodul precedent.
| Ordine | Antrenor       | Concurent          | Cântec                                           | Rezultat            |
| ------ | -------------- | ------------------ | ------------------------------------------------ | ------------------- |
| 1      | Horia Brenciu  | Laurian Manta      | „România” (Adrian Daminescu)                     | Salvat de public    |
| 2      | Horia Brenciu  | Ioana Cristea      | „Te iubeam” (Oana Sârbu)                         | Eliminată           |
| 3      | Horia Brenciu  | Julie Mayaya       | „Ochii tăi” (Elena Cârstea)                      | Salvată de antrenor |
| 4      | Loredana Groza | Teodor Manciulea   | „O inimă de 16 ani” (Loredana Groza)             | Salvat de antrenor  |
| 5      | Loredana Groza | Nicoleta Gavriliță | „Un actor grăbit” (Laura Stoica)                 | Eliminată           |
| 6      | Loredana Groza | Cristi Nistor      | „Kalašnjikov” / „Gas Gas” (Goran Bregović)       | Salvat de public    |
| 7      | Marius Moga    | David Bryan        | „Cerul” (Proconsul)                              | Eliminat            |
| 8      | Marius Moga    | Robert Reamzy      | „Sign Your Name” (Terence Trent D'Arby)          | Salvat de public    |
| 9      | Marius Moga    | Cezar Dometi       | „De-ai fi tu salcie la mal” (Mihaela Mihai)      | Salvat de antrenor  |
| 10     | Smiley         | Mihail Gheorghe    | „Good Golly Miss Molly” (Little Richard)         | Eliminat            |
| 11     | Smiley         | Tibi Scobiola      | „Ană, zorile se varsă” (Ioan Bocșa)              | Salvat de public    |
| 12     | Smiley         | Andreea Olariu     | „Show Me How You Burlesque” (Christina Aguilera) | Salvată de antrenor |

| Ordine | Artist                              | Cântec                                                                                      |
| ------ | ----------------------------------- | ------------------------------------------------------------------------------------------- |
| 1      | Cei 24 de concurenți din etapa live | „Deșteaptă-te, române!”                                                                     |
| 2      | Andra                               | - Mashup: - „În noapte mă trezesc” - „Dragostea rămâne” - „K la meteo” (Andra și What's Up) |
| 3      | Horia Brenciu și Monica Anghel      | „Sway” (Dean Martin)                                                                        |
| 4      | Loredana Groza și Cristi Minculescu | „Strada ta” (Iris)                                                                          |
| 5      | Doina Spătaru                       | „De-ar fi să vii” (Mihaela Runceanu)                                                        |
| 6      | Cei 24 de concurenți din etapa live | „Gândește liber”                                                                            |

### Săptămâna 2: primii 16, partea I (4 decembrie)
Cel de-al treilea spectacol live a avut loc pe 4 decembrie 2012. În această ediție au participat echipa Brenciu și echipa Smiley.
| Ordine | Antrenor      | Concurent          | Cântec                                                    | Rezultat              |
| ------ | ------------- | ------------------ | --------------------------------------------------------- | --------------------- |
| 1      | Horia Brenciu | Dalma Kovács       | „It's All Coming Back to Me Now” (Pandora's Box)          | Eliminată de public   |
| 2      | Smiley        | Silviu Pașca       | „Jump” (Kris Kross)                                       | Salvat de antrenor    |
| 3      | Horia Brenciu | Laurian Manta      | „Nothing's Gonna Change My Love for You” (Glenn Medeiros) | Salvat de antrenor    |
| 4      | Smiley        | Andreea Olariu     | „Survivor” (Destiny's Child)                              | Eliminată de public   |
| 5      | Horia Brenciu | Julie Mayaya       | „Something's Got a Hold on Me” (Etta James)               | Salvată de public     |
| 6      | Smiley        | Tibi Scobiola      | „Secrets” (OneRepublic)                                   | Salvat de public      |
| 7      | Horia Brenciu | Vlad Simon         | „Smooth” (Santana și Rob Thomas)                          | Eliminat de antrenor  |
| 8      | Smiley        | Loredana Ciobotaru | „Russian Roulette” (Rihanna)                              | Eliminată de antrenor |

| Ordine | Artist                                                                               | Cântec                                   |
| ------ | ------------------------------------------------------------------------------------ | ---------------------------------------- |
| 1      | Marius Moga, Monica Odagiu, Marcel Roșca, Claudiu Zamfira                            | „Play That Funky Music” (Wild Cherry)    |
| 2      | Blue                                                                                 | „Sorry Seems to Be the Hardest Word”     |
| 3      | Loredana Groza, Magdalena Cichirdan, Ștefan Gheorghiu, Alexandru Simion, Răzvan Ștef | „Friends Will Be Friends” (Queen)        |
| 4      | Blue                                                                                 | „Hurt Lovers”                            |
| 5      | Horia Brenciu, Dalma Kovács, Laurian Manta, Julie Mayaya, Vlad Simon                 | „All Night Long” (Lionel Richie)         |
| 6      | Smiley, Loredana Ciobotaru, Andreea Olariu, Silviu Pașca, Tibi Scobiola              | „Big Girls Don't Cry” (The Four Seasons) |

### Săptămâna 3.1: primii 16, partea a II-a (11 decembrie)
Cel de-al patrulea spectacol live a avut loc pe 11 decembrie 2012. În această ediție au concurat echipa Loredana și echipa Moga.
| Ordine | Antrenor       | Concurent          | Cântec                                                                                             | Rezultat              |
| ------ | -------------- | ------------------ | -------------------------------------------------------------------------------------------------- | --------------------- |
| 1      | Loredana Groza | Ciprian Teodorescu | „Have You Ever Really Loved a Woman?” (Bryan Adams)                                                | Salvat de public      |
| 2      | Marius Moga    | Robert Reamzy      | „Earth Song” (Michael Jackson)                                                                     | Eliminat de antrenor  |
| 3      | Loredana Groza | Ana-Maria Alexie   | „Just One of Those Things” (Peggy Lee) / „Look at Me Now” (Chris Brown, Lil Wayne și Busta Rhymes) | Eliminată de antrenor |
| 4      | Marius Moga    | Cezar Dometi       | „Still Loving You” (Scorpions)                                                                     | Eliminat de public    |
| 5      | Loredana Groza | Teodor Manciulea   | „I'll Be There” (The Jackson 5)                                                                    | Eliminat de public    |
| 6      | Marius Moga    | Imre Vízi          | „Knockin' on Heaven's Door” (Guns N' Roses)                                                        | Salvat de antrenor    |
| 7      | Loredana Groza | Cristi Nistor      | „It's My Life” (Bon Jovi)                                                                          | Salvat de antrenor    |
| 8      | Marius Moga    | Fely Donose        | „Don't Let Go (Love)” (En Vogue)                                                                   | Salvată de public     |

| Ordine | Artist                                                                                | Cântec                                               |
| ------ | ------------------------------------------------------------------------------------- | ---------------------------------------------------- |
| 1      | Smiley, Eduard Buday, George Liliac, Matei Sorescu                                    | „Wooly Bully” (Sam the Sham and the Pharaohs)        |
| 2      | t.A.T.u.                                                                              | „All the Things She Said”                            |
| 3      | t.A.T.u.                                                                              | „All About Us”                                       |
| 4      | Marius Moga, Cezar Dometi, Fely Donose, Robert Reamzy, Imre Vízi                      | „Continuă”                                           |
| 5      | Loredana Groza, Ana-Maria Alexie, Teodor Manciulea, Cristi Nistor, Ciprian Teodorescu | „The Best” (Bonnie Tyler)                            |
| 6      | Horia Brenciu, Maria Alexievici, Mihai Grigoraș, Ovidiu Lazăr, Izabela Simion         | „Get Outta My Dreams, Get into My Car” (Billy Ocean) |

### Săptămâna 3.2: semifinala (14 decembrie)
Semifinala a avut loc pe 14 decembrie 2012. Toți cei 8 concurenți rămași au participat în acest episod, fiecare interpretând câte două melodii: una solo și una împreună cu un concurent care a fost în echipa antrenorului său în primul sezon al emisiunii.
| Antrenor       | Concurent          | Ordine | Cântec solo                                                 | Ordine | Cântec în duet (cu un fost concurent)                                             | Rezultat  |
| -------------- | ------------------ | ------ | ----------------------------------------------------------- | ------ | --------------------------------------------------------------------------------- | --------- |
| Smiley         | Tibi Scobiola      | 13     | „Living on My Own” (Freddie Mercury)                        | 1      | „Don't Let the Sun Go Down on Me” — cu Ștefan Stan (Elton John și George Michael) | Salvat    |
| Horia Brenciu  | Laurian Manta      | 2      | „Mamma Knows Best” (Jessie J)                               | 10     | „The Prayer” — cu Iuliana Pușchilă (Céline Dion și Andrea Bocelli)                | Eliminat  |
| Loredana Groza | Ciprian Teodorescu | 3      | „We Are Young” (fun.)                                       | 9      | „Suspicious Minds” — cu Iulian Canaf (Elvis Presley)                              | Eliminat  |
| Marius Moga    | Imre Vízi          | 14     | „Grace Kelly” (Mika)                                        | 4      | „Hotel California” — cu Oana Radu (Eagles)                                        | Salvat    |
| Smiley         | Silviu Pașca       | 12     | „Mad World” (Michael Andrews și Gary Jules)                 | 5      | „Written in the Stars” — cu Cătălin Dobre (Tinie Tempah și Eric Turner)           | Eliminat  |
| Horia Brenciu  | Julie Mayaya       | 6      | „(You Make Me Feel Like) A Natural Woman” (Aretha Franklin) | 11     | „Freedom! '90” — cu Irina Tănase (George Michael)                                 | Salvată   |
| Marius Moga    | Fely Donose        | 7      | „Diamonds” (Rihanna)                                        | 15     | „Total Eclipse of the Heart” — cu Fely Donose (Bonnie Tyler)                      | Eliminată |
| Loredana Groza | Cristi Nistor      | 16     | „The Lady in Red” (Chris de Burgh)                          | 8      | „Corazón espinado” — cu Dragoș Chircu (Santana și Maná)                           | Salvat    |

| Ordine | Artist             | Cântec                      |
| ------ | ------------------ | --------------------------- |
| 1      | Baletul Edi Stancu | „Don't Stop Me Now” (Queen) |
| 2      | Jedward            | „Waterline”                 |
| 3      | Jedward            | „Lipstick”                  |

| Antrenor       | Finalist      | Finalist | Procent antrenor/televot | Eliminat | Eliminat           |
| -------------- | ------------- | -------- | ------------------------ | -------- | ------------------ |
| Smiley         | Tibi Scobiola | 110%     | 50%                      | 90%      | Silviu Pașca       |
| Smiley         | Tibi Scobiola | 110%     | 60% 40%                  | 90%      | Silviu Pașca       |
| Horia Brenciu  | Julie Mayaya  | 117%     | 50%                      | 83%      | Laurian Manta      |
| Horia Brenciu  | Julie Mayaya  | 117%     | 67% 33%                  | 83%      | Laurian Manta      |
| Loredana Groza | Cristi Nistor | 132%     | 50%                      | 68%      | Ciprian Teodorescu |
| Loredana Groza | Cristi Nistor | 132%     | 82% 18%                  | 68%      | Ciprian Teodorescu |
| Marius Moga    | Imre Vízi     | 114%     | 50%                      | 86%      | Fely Donose        |
| Marius Moga    | Imre Vízi     | 114%     | 64% 36%                  | 86%      | Fely Donose        |

### Săptămâna 4: finala (26 decembrie)
Finala a avut loc pe 26 decembrie 2012. Cei 4 concurenți au interpretat câte 3 piese: una în duet cu antrenorul, una în duet cu o vedetă și una solo. Julie Mayaya a obținut cele mai multe voturi din partea publicului și, în consecință, a câștigat concursul.
| Antrenor       | Concurent     | Ordine | Cântec solo                                          | Ordine | Cântec în duet (cu antrenorul)                                                  | Ordine | Cântec în duet (cu o vedetă)                                        | Loc |
| -------------- | ------------- | ------ | ---------------------------------------------------- | ------ | ------------------------------------------------------------------------------- | ------ | ------------------------------------------------------------------- | --- |
| Marius Moga    | Imre Vízi     | 12     | „Somewhere over the Rainbow” (Israel Kamakawiwoʻole) | 1      | „Oficial îmi merge bine” (Simplu)                                               | 8      | „No Woman, No Cry” (Bob Marley & The Wailers) — cu foști concurenți | 2   |
| Smiley         | Tibi Scobiola | 5      | „Back for Good” (Take That)                          | 10     | „Baby, I Love Your Way” (Big Mountain)                                          | 2      | „Endless Love” — cu Antonia (Diana Ross și Lionel Richie)           | 4   |
| Horia Brenciu  | Julie Mayaya  | 3      | „Je t'aime” (Lara Fabian)                            | 9      | „Cose della vita – Can't Stop Thinking of You” (Eros Ramazzotti și Tina Turner) | 6      | Colaj — cu Andi Moisescu (diverși)                                  | 1   |
| Loredana Groza | Cristi Nistor | 7      | „I Want to Know What Love Is” (Foreigner)            | 11     | „Ileană, Ileană” (Loredana Groza și Ștefan Bănică jr.)                          | 4      | „Eternal Flame” — cu Inna (The Bangles)                             | 3   |

| Ordine | Artist | Cântec                                                                          |
| ------ | --- | ------------------------------------------------------------------------------- |
| 1      | Ana-Maria, Laurian, Imre Vízi, Loredana Ciobotaru, David, Nicoleta, Ioana, Julie, Daria, Fely, Teodor, Cristi, Laura, Silviu, Cezar, Mihail, Ciprian și Tibi | „Joyful, Joyful We Adore Thee” (St. Francis Choir și Lauryn Hill)               |
| 2      | Dana International | „Diva”                                                                          |
| 3      | Alice Francis | „St. James Ballroom”                                                            |
| 4      | Alice Francis și Ștefan Stan | „White Christmas” (Bing Crosby)                                                 |
| 5      | Silviu, Imre Vízi, Ciprian, Ioana, Teodor, Julie, Daria, Loredana Ciobotaru, Fely, Laura, Ana-Maria, David, Cezar, Nicoleta, Laurian, Mihail, Cristi, Tibi   | „Astăzi s-a născut Hristos”                                                     |
| 6      | Dana International | „Makat hom (Ey La Dir La Da Da)”                                                |
| 7      | Julie Mayaya și Horia Brenciu | „Cose della vita – Can't Stop Thinking of You” (Eros Ramazzotti și Tina Turner) |

## Tabelele eliminărilor
| Legendă | Legendă                                                                          |
| --- | -------------------------------------------------------------------------------- |
| - Concurent în echipa Brenciu - Concurent în echipa Loredana - Concurent în echipa Smiley - Concurent în echipa Moga | - Concurent salvat de public - Concurent salvat de antrenor - Concurent eliminat |

### Combinat
| Episod → Concurent ↓ | Episod → Concurent ↓   | Săptămâna 1 | Săptămâna 2                | Săptămâna 3                | Săptămâna 3                | Săptămâna 4                |
| Episod → Concurent ↓ | Episod → Concurent ↓   | Săptămâna 1 | Săptămâna 2                | Marți                      | Vineri                     | Săptămâna 4                |
| -------------------- | ---------------------- | ----------- | -------------------------- | -------------------------- | -------------------------- | -------------------------- |
|                      | Julie Mayaya           | Salvată     | Salvată                    |                            | Salvată (117 p.)           | Câștigătoare               |
|                      | Imre Vízi              | Salvat      |                            | Salvat                     | Salvat (114 p.)            | Locul 2                    |
|                      | Cristi Nistor          | Salvat      |                            | Salvat                     | Salvat (132 p.)            | Locul 3                    |
|                      | Tibi Scobiola          | Salvat      | Salvat                     |                            | Salvat (110 p.)            | Locul 4                    |
|                      | Silviu Pașca           | Salvat      | Salvat                     |                            | Eliminat (90 p.)           | Eliminați (locurile 5–8)   |
|                      | Fely Donose            | Salvată     |                            | Salvată                    | Eliminată (86 p.)          | Eliminați (locurile 5–8)   |
|                      | Laurian Manta          | Salvat      | Salvat                     |                            | Eliminat (83 p.)           | Eliminați (locurile 5–8)   |
|                      | Ciprian Teodorescu     | Salvat      |                            | Salvat                     | Eliminat (68 p.)           | Eliminați (locurile 5–8)   |
|                      | Robert Reamzy          | Salvat      |                            | Eliminat                   | Eliminați (locurile 9–12)  | Eliminați (locurile 9–12)  |
|                      | Ana-Maria Alexie       | Salvată     |                            | Eliminată                  | Eliminați (locurile 9–12)  | Eliminați (locurile 9–12)  |
|                      | Cezar Dometi           | Salvat      |                            | Eliminat                   | Eliminați (locurile 9–12)  | Eliminați (locurile 9–12)  |
|                      | Teodor Manciulea       | Salvat      |                            | Eliminat                   | Eliminați (locurile 9–12)  | Eliminați (locurile 9–12)  |
|                      | Vlad Simon             | Salvat      | Eliminat                   | Eliminați (locurile 13–16) | Eliminați (locurile 13–16) | Eliminați (locurile 13–16) |
|                      | Loredana Ciobotaru     | Salvată     | Eliminată                  | Eliminați (locurile 13–16) | Eliminați (locurile 13–16) | Eliminați (locurile 13–16) |
|                      | Dalma Kovács           | Salvată     | Eliminată                  | Eliminați (locurile 13–16) | Eliminați (locurile 13–16) | Eliminați (locurile 13–16) |
|                      | Andreea Olariu         | Salvată     | Eliminată                  | Eliminați (locurile 13–16) | Eliminați (locurile 13–16) | Eliminați (locurile 13–16) |
|                      | David Bryan            | Eliminat    | Eliminați (locurile 17–24) | Eliminați (locurile 17–24) | Eliminați (locurile 17–24) | Eliminați (locurile 17–24) |
|                      | Maria-Mirabela Cismaru | Eliminată   | Eliminați (locurile 17–24) | Eliminați (locurile 17–24) | Eliminați (locurile 17–24) | Eliminați (locurile 17–24) |
|                      | Maria Cojocaru         | Eliminată   | Eliminați (locurile 17–24) | Eliminați (locurile 17–24) | Eliminați (locurile 17–24) | Eliminați (locurile 17–24) |
|                      | Daria Corbu            | Eliminată   | Eliminați (locurile 17–24) | Eliminați (locurile 17–24) | Eliminați (locurile 17–24) | Eliminați (locurile 17–24) |
|                      | Ioana Cristea          | Eliminată   | Eliminați (locurile 17–24) | Eliminați (locurile 17–24) | Eliminați (locurile 17–24) | Eliminați (locurile 17–24) |
|                      | Nicoleta Gavriliță     | Eliminată   | Eliminați (locurile 17–24) | Eliminați (locurile 17–24) | Eliminați (locurile 17–24) | Eliminați (locurile 17–24) |
|                      | Mihail Gheorghe        | Eliminat    | Eliminați (locurile 17–24) | Eliminați (locurile 17–24) | Eliminați (locurile 17–24) | Eliminați (locurile 17–24) |
|                      | Laura Gherescu         | Eliminată   | Eliminați (locurile 17–24) | Eliminați (locurile 17–24) | Eliminați (locurile 17–24) | Eliminați (locurile 17–24) |
| Concurent ↑ Etapă →  | Concurent ↑ Etapă →    | Primii 24   | Primii 16                  | Primii 16                  | Semifinala                 | Finala                     |

### Pe echipe
| Episod → Concurent ↓ | Episod → Concurent ↓   | Săptămâna 1 | Săptămâna 2 | Săptămâna 3 | Săptămâna 3       | Săptămâna 4  |
| Episod → Concurent ↓ | Episod → Concurent ↓   | Săptămâna 1 | Săptămâna 2 | Marți       | Vineri            | Săptămâna 4  |
| -------------------- | ---------------------- | ----------- | ----------- | ----------- | ----------------- | ------------ |
|                      | Julie Mayaya           | Salvată     | Salvată     |             | Salvată (117 p.)  | Câștigătoare |
|                      | Laurian Manta          | Salvat      | Salvat      |             | Eliminat (83 p.)  |              |
|                      | Vlad Simon             | Salvat      | Eliminat    |             |                   |              |
|                      | Dalma Kovács           | Salvată     | Eliminată   |             |                   |              |
|                      | Maria Cojocaru         | Eliminată   |             |             |                   |              |
|                      | Ioana Cristea          | Eliminată   |             |             |                   |              |
|                      |                        |             |             |             |                   |              |
|                      | Imre Vízi              | Salvat      |             | Salvat      | Salvat (114 p.)   | Locul 2      |
|                      | Fely Donose            | Salvată     |             | Salvată     | Eliminată (86 p.) |              |
|                      | Robert Reamzy          | Salvat      |             | Eliminat    |                   |              |
|                      | Cezar Dometi           | Salvat      |             | Eliminat    |                   |              |
|                      | David Bryan            | Eliminat    |             |             |                   |              |
|                      | Maria-Mirabela Cismaru | Eliminată   |             |             |                   |              |
|                      |                        |             |             |             |                   |              |
|                      | Cristi Nistor          | Salvat      |             | Salvat      | Salvat (132 p.)   | Locul 3      |
|                      | Ciprian Teodorescu     | Salvat      |             | Salvat      | Eliminat (68 p.)  |              |
|                      | Ana-Maria Alexie       | Salvată     |             | Eliminată   |                   |              |
|                      | Teodor Manciulea       | Salvat      |             | Eliminat    |                   |              |
|                      | Daria Corbu            | Eliminată   |             |             |                   |              |
|                      | Nicoleta Gavriliță     | Eliminată   |             |             |                   |              |
|                      |                        |             |             |             |                   |              |
|                      | Tibi Scobiola          | Salvat      | Salvat      |             | Salvat (110 p.)   | Locul 4      |
|                      | Silviu Pașca           | Salvat      | Salvat      |             | Eliminat (90 p.)  |              |
|                      | Loredana Ciobotaru     | Salvată     | Eliminată   |             |                   |              |
|                      | Andreea Olariu         | Salvată     | Eliminată   |             |                   |              |
|                      | Mihail Gheorghe        | Eliminat    |             |             |                   |              |
|                      | Laura Gherescu         | Eliminată   |             |             |                   |              |
| Concurent ↑ Etapă →  | Concurent ↑ Etapă →    | Primii 24   | Primii 16   | Primii 16   | Semifinala        | Finala       |

## Controverse
Andreea Olariu, concurentă eliminată în episodul 12, și mama sa, Lucia Olariu, au acuzat Pro TV că ar fi încercat să o înlăture nedrept din concurs și că i-ar fi stricat imaginea. Cele două au susținut că Smiley, antrenorul artistei în concurs, i-ar fi ales piese care să o dezavantajeze. Mama artistei a mai declarat că Andreei nu i s-ar fi acordat suficient timp să-și repete piesele pentru concurs și că victoria lui Julie Mayaya ar fi fost aranjată.

## Audiențe
| Etapă               | Nr. | Dată               | La nivel național | La nivel național | La nivel național | La nivel național | În mediul urban | În mediul urban | În mediul urban | În mediul urban | Sursă         |
| Etapă               | Nr. | Dată               | Loc               | Medie (mii)       | Rating (%)        | Vârf (mii)        | Loc             | Medie (mii)     | Rating (%)      | Vârf (mii)      | Sursă         |
| ------------------- | --- | ------------------ | ----------------- | ----------------- | ----------------- | ----------------- | --------------- | --------------- | --------------- | --------------- | ------------- |
| Audiții pe nevăzute | 01  | 25 septembrie 2012 | 1                 | 1 705             | 09,0              | 2 500+            | 1               | 1 096           | 10,4            |                 | [ 23 ] [ 24 ] |
| Audiții pe nevăzute | 02  | 2 octombrie 2012   | 1                 | 1 938             | 10,2              | 2 846+            | 1               | 1 136           | 10,8            | 1 592           | [ 25 ]        |
| Audiții pe nevăzute | 03  | 9 octombrie 2012   | 1                 | 2 061             | 10,8              | 2 871+            | 1               | 1 313           | 12,5            | 1 811           | [ 26 ]        |
| Audiții pe nevăzute | 04  | 19 octombrie 2012  | 1                 | 2 038             | 10,7              | 2 500+            | 1               | 1 284           | 12,2            |                 | [ 27 ] [ 28 ] |
| Audiții pe nevăzute | 05  | 23 octombrie 2012  | 1                 | 2 012             | 10,6              | 3 050+            | 1               | 1 167           | 11,1            | 1 660           | [ 29 ]        |
| Audiții pe nevăzute | 06  | 30 octombrie 2012  | 1                 | 2 076             | 10,9              | 2 730+            | 1               | 1 245           | 11,9            | 1 670           | [ 30 ]        |
| Confruntări         | 07  | 6 noiembrie 2012   | 1                 | 1 899             | 10,0              | 2 400+            | 1               | 1 184           | 11,3            |                 | [ 31 ]        |
| Confruntări         | 08  | 13 noiembrie 2012  | 1                 | 1 878             | 09,9              | 2 400+            | 1               | 1 180           | 11,2            |                 | [ 32 ]        |
| Confruntări         | 09  | 20 noiembrie 2012  | 1                 | 1 526             | 08,0              |                   | 1               | 0 985           | 09,4            |                 | [ 33 ]        |
| Spectacole live     | 10  | 27 noiembrie 2012  | 1                 | 1 471             | 07,7              |                   | 1               | 0 909           | 08,7            |                 | [ 34 ]        |
| Spectacole live     | 11  | 1 decembrie 2012   | 1                 | 1 607             | 08,4              | 2 500+            | 1               | 0 976           | 09,3            |                 | [ 35 ] [ 36 ] |
| Spectacole live     | 12  | 4 decembrie 2012   | 1                 |                   |                   | 2 400+            | 1               | 0 945           | 09,0            |                 | [ 37 ]        |
| Spectacole live     | 13  | 11 decembrie 2012  | 2                 | 1 215             | 06,4              |                   | 2               | 0 751           | 07,2            |                 | [ 38 ]        |
| Semifinală          | 14  | 14 decembrie 2012  | 1                 | 1 241             | 06,5              |                   | 1               | 0 845           | 08,1            |                 | [ 39 ]        |
| Finală              | 15  | 26 decembrie 2012  | 1                 | 1 825             | 09,6              |                   | 1               | 1 239           | 11,8            |                 | [ 40 ]        |